# Solidão
Solidão est une municipalité brésilienne située dans l'État du Pernambouc.